# Fasada (wzorzec projektowy)
Fasada – wzorzec projektowy należący do grupy wzorców strukturalnych. Służy do ujednolicenia dostępu do złożonego systemu poprzez wystawienie uproszczonego, uporządkowanego interfejsu programistycznego, który ułatwia jego użycie.

## Problem
Rozważmy kompilator napisany z wykorzystaniem reguł programowania obiektowego. Znajdują się w nim klasy i obiekty reprezentujące Analizator składniowy, lekser, bufory na kod wynikowy i wiele innych elementów. Interfejs całego systemu posiada duże możliwości, lecz jest skomplikowany, tymczasem większość jego użytkowników będzie zainteresowana po prostu uruchomieniem kompilacji określonego pliku i pobrania wyniku. Rozwiązaniem jest zastosowanie wzorca Fasada do stworzenia dodatkowego obiektu, który pozwala szybko uruchomić najbardziej typowe zadania, jednocześnie nie ukrywając złożoności systemu przed tymi, którzy jej faktycznie potrzebują.

## Budowa

Diagram klas wzorca Fasada

Wzorzec wyróżnia następujące elementy:
- złożony system – reprezentowany na diagramie przez klasy Element1 do Element5. Chcemy uprościć dostęp do niego,
- fasada – klasa posiadająca referencje do elementów systemu z metodami do wykonywania najczęściej potrzebnych zadań,
- klient – dowolny kod zainteresowany wykorzystaniem złożonego systemu.

Klient komunikuje się z systemem poprzez fasadę, która w jego imieniu wykonuje niezbędne operacje na złożonym systemie. To, czy klient posiada także bezpośredni dostęp do systemu, leży w gestii programisty implementującego wzorzec, ponieważ możliwe jest wykorzystanie go do podziału systemu na warstwy, gdzie fasady służą do uproszczenia i ujednolicenia komunikacji.

## Konsekwencje
- duże zmniejszenie liczby zależności między klientem a złożonym systemem — jeśli klient nie korzysta bezpośrednio z żadnych elementów ukrytych za fasadą systemu, całość jest łatwiejsza w konserwacji i utrzymaniu,
- wprowadzenie podziału aplikacji na warstwy, który ułatwia niezależny rozwój klienta i złożonego systemu,
- możliwość zablokowania klientowi drogi do bezpośredniego korzystania ze złożonego systemu, jeśli jest to konieczne,
- kod klienta wykorzystującego fasadę jest czytelniejszy i łatwiejszy w zrozumieniu[1],

## Przykład
Przykładem użycia wzorca fasady może być aplikacja bankomatowa, która musi wchodzić w interakcję z systemem bankowym. Skoro aplikacja bankomatowa wykorzystuje tylko niewielką część możliwości systemu bankowego (autoryzacja karty, sprawdzenie stanu konta, wypłata i ew. wpłata), to można zastosować obiekt fasady, który zasłoni przed zewnętrznymi aplikacjami skomplikowaną strukturę wewnętrzną systemu bankowego. Upraszcza to pisanie aplikacji na bankomaty, a jednocześnie zapewnia lepsze bezpieczeństwo systemu bankowego.